# Fahd af Saudi-Arabien
Fahd bin Abdul Aziz Al Saud (født 1921, død 1. august 2005) var konge i Saudi-Arabien og samtidig premierminister. Poster han arvede efter sin halvbror kong Khalid, da denne døde den 13. juni 1982. Fahd var blevet kronprins, da Khalid overtog tronen i 1975 efter mordet på kong Faisal. Særligt i de sidste år af Khalids regentperiode blev Fahd set som de facto leder af landet.
Fahd blev ramt af et kraftigt hjerteanfald i 1995 og fra det tidspunkt var han ikke i stand til at gennemføre sine officielle forpligtelser. Hans halvbror, den senere kong Abdullah var derfor de facto regerende indtil kong Fahds død.
1. ↑  Navnet er anført på svensk og stammer fra Wikidata hvor navnet endnu ikke findes på dansk.